# Lolu
Lolu（ロル、1996年6月29日 - ）は、中華人民共和国のコスプレイヤー兼カメラマン。

## 経歴・人物
1996年6月29日、中国東北部に生まれる。
「コスプレの写真を見るのが好きだったので自分でも試してみたくなった」という動機でコスプレを始める。「コスプレをすると自分が好きなキャラクターになったようで、心がすごく晴れ晴れします」とinside-games.jpの取材に答えたこともある。普段は中国の動漫展に参加している。
2019年3月、大学を卒業。2019年5月の報道によると中国東北部ではトップクラスのコスプレイヤーである。
2020年6月、株式会社原宿POP（東京都新宿区若松町。荻野正法代表）の中国版アプリ及び微博（weibo）アカウントが利用可能になるが、それを記念して行われた「日中オンラインファッションショー企画」に出演（8月5日公開分）。2020年8月現在、来日経験は1回。

### 人物
身長157センチ。日本国内の報道では「印象的な大きな瞳は、すべてを見透かされているのでは？ と錯覚するくらい、凝視するのを戸惑ってしまいそう」「一度でも覗き込んだら、囚われてしまいそうな無垢な瞳。あどけなさが残る顔立ち」などと評価される。本人によると、自身のモデルとしての表現の特徴は「ウインクや微笑などの可愛らしい表情！」である。
幼少時より日本のアニメに親しむ。『CLAYMORE』が特に印象に残っている。日本の音楽もよく聴く。J-POPが好きで、またボーカロイドは自分で歌ったりもする。
自らカメラ撮影を始めた理由について「その女の子の美しい写真を残してあげたい。カメラはまるで時間を止める魔法。私自身、他の人を撮ることで、自分がモデルとしてどのように表現するかの勉強になります」とコメントしたことがある。

## 写真集
- 『Sweet Magic』（2019年）
- 『LOLU獣娘 寫真本』（LOLU、2016年）
- 『Lolu夏 -写真集』（LOLU、2017年）